# Teología trascendental
Teología trascendental es un término inventado por Immanuel Kant para describir un método de discernir conceptos teológicos. Kant dividió la teología trascendental en "ontoteología" y "cosmoteología", las cuales también inventó, "para distinguir entre dos tipos de 'teología trascendental' en competencia".
Kant definió la relación entre ontoteología y cosmosteología de la siguiente manera: 

"La teología trascendental apunta o bien a inferir la existencia de un Ser Supremo a partir de una experiencia general, sin ninguna referencia más cercana al mundo al que pertenece esta experiencia, y en este caso se llama cosmoteología; o se esfuerza por conocer la existencia de tal ser, a través de meras concepciones, sin la ayuda de la experiencia, y luego se denomina ontoteología."

El problema de la teología trascendental desarrollada por Kant es que la razón humana no es capaz de probar la existencia de Dios. Kant resuelve este problema apelando al simbolismo moral. Así, Kant describe a Dios como una trinidad moral: santo legislador, buen gobernador y juez justo.

## notas y referencias
1. 1 2  Kant, Immanuel, Critique of Pure Reason, Section VII: Critique of all Theology based upon Speculative Principles of Reason.
2. ↑  Thomson, Iain Donald (2005). Heidegger on Ontotheology. Technology and the Politics of Education. Cambridge University Press. p. 7. ISBN 0521851157.
3. ↑  For details, see Stephen Palmquist, "Kant's Perspectival Foundation for Critical Theology", Part Two of Kant's Critical Religion (Aldershot: Ashgate, 2000).

- Datos: Q7833875